# Мір Сайїд Алі
Мір Сайїд Алі Тебризі (1510 —1572) — перський та індійський художник-мініатюрист, працював за династій Сефевидів та Великих Моголів.

## Життєпис
Походив з родини митців. Народився у м. Тебриз (звідси прізвисько Тебризі), тодішній столиці Персії. Син відомого перського художника-мініатюриста Мір Мусавіра. Навчався малюваню у свого батька. У 1525—1535 роках разом із батьком та іншими майстрами брав участь в ілюстрації книги «Шахнаме» на замовлення шаха Тахмаспа I. У 1539—1543 роках виконав 4 мініатюри для ілюстрації книги Нізамі «Хамса».
Після цього перебирається до двору одного з представників Сефевидів — Султана Ібрагіма Мірзи. Тут знайомиться із біглим падишахом Хумаюном. У 1548 році разом із шахом Тахмаспом I перебирається до Казвіна (внаслідок поразки персів від османської імперії).
У 1549 році Мір Сайїд Алі приєднується до двору останнього у Кабулі. Тут художник працював до 1555 року, поки Хумаюн не повернув собі владу в Індії. Того ж року перебирається до Делі. Після смерті падишаха Мір Сайїд зберіг свою посаду при дворі нового правителя Акбара. Отримав від останнього почесний титул «Диво держави».
З 1562 року до кінця життя працює над створення мініатюр для книги Гамза-наме («Історія Гамзи», дяді засновника ісламу Магомета). Помер під час цієї роботи в Аґрі.

## Творчість
Мір Сайїду Алі належить важлива роль у становленні могольського художнього стилю. Завдяки йому могольський живопис наповнився досягненнями тебризької школи мініатюри. Вплив перської традиції відобразився у чудовій каліграфії, багатому декоруванні полів сторінок, розписаних золотом маргінесах і розмальованих книжкових палітурках. Мір Сайїд сприяв наповненню могольського живописа декоративним стилем.